# Овчарани
Овчарани или Воштарани(грч. Μελίτη, Мелити) је насеље у Грчкој у општини Лерин, периферија Западна Македонија. Према попису из 2021. било је 1.212 становника.
На попису из 1928. године Овчарани су имали 1.388 становника, од чега 182 грчких избеглица из Турске а остало су Словени.

## Становништво
| Година       | 1951  | 1961  | 1971  | 1981  | 1991  | 2001  | 2011  |
| ------------ | ----- | ----- | ----- | ----- | ----- | ----- | ----- |
| Становништво | 1.666 | 1.756 | 1.445 | 1.511 | 1.562 | 1.535 | 1.432 |